# Awenne
Awenne (Waals: Nåwinne) is een dorp in de Belgische provincie Luxemburg en een deelgemeente van de stad Saint-Hubert. Tot 1 januari 1977 was het een zelfstandige gemeente.

## Demografische ontwikkeling
- Bron: NIS; Opm:1831 t/m 1970=volkstellingen; 1976=inwoneraantal op 31 december
- 1877: afscheiding van Mirwart (12,85 km² met 337 inwoners) dat opnieuw een zelfstandige gemeente werd

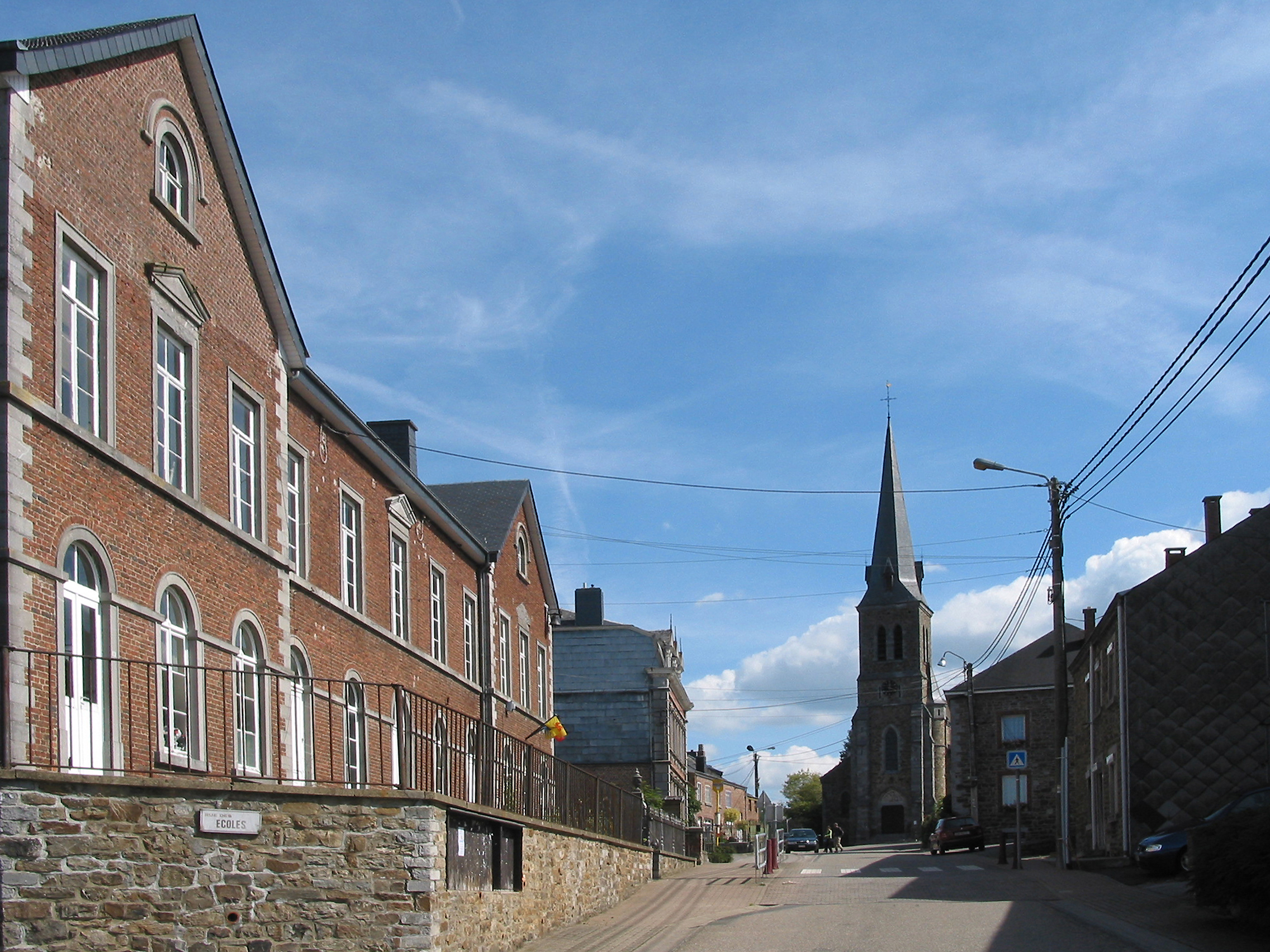
Awenne, het centrum van het dorp

Deelgemeenten: Arville · Awenne · Hatrival · Mirwart · Saint-Hubert · Vesqueville

Overige plaatsen: Lorcy · Poix-Saint-Hubert

Belgische gemeenten · Arrondissement Neufchâteau · Luxemburg · Wallonië